# Psammophis pulcher
Espèce
Psammophis pulcher est une espèce de serpents de la famille des Lamprophiidae. 

## Répartition
Cette espèce se rencontre dans le sud du Kenya, en Éthiopie et en Somalie.

## Description
L'holotype de Psammophis pulcher, une femelle, mesure 435 mm dont 160 mm pour la queue.

## Publication originale
- Boulenger, 1895 : An account of the reptiles and batrachians collected by Dr. A. Donaldson Smith in western Somali-land and the Galla Country. Proceedings of the Zoological Society of London, vol. 1895, p. 530-540 (texte intégral).